# Gaładuś
Gaładuś (lit. Galadusys) – drugie pod względem wielkości jezioro Suwalszczyzny.

## Położenie
Położone jest w północno-wschodniej Polsce, na pograniczu polsko-litewskim, znajduje się w granicach administracyjnych województwa podlaskiego na terenie gminy Sejny oraz (część) w granicach Republiki Litewskiej w rejonie łoździejskim.

## Charakterystyka
Brzegi wysokie, bezleśne. Jezioro i jego zlewnia znajdują się w dorzeczu Niemna, w szczytowej strefie zlewni Białej Hańczy. Jezioro jest najpiękniejszym akwenem ziemi sejnejskiej. Ma kształt wyciągniętej, lekko skręcającej na północny zachód wstęgi, rozszerzającej się w południowej części. Im dalej na południe, tym kilkunastometrowe pagórkowate brzegi stają się wyższe. Porastają je łąki ozdobione szpalerem drzew, lasankami i jarami. Roztaczają się stąd piękne widoki na wąską taflę, łagodnie zarysowane zatoki i cyple oraz mniejsze i większe wyspy. Dobre warunki naturalne (jakość wód II klasa z tendencją w kierunku I klasy). Dno akwenu jest piaszczyste i kamieniste urozmaicone niezliczoną ilością zagłębień i podwodnych górek. Zakaz pływania łodziami z silnikami o mocy powyżej 5 KM.